# Eddie Thomas
Edward Thomas è un personaggio della serie di Disney Channel Raven, interpretato da Orlando Brown.

## Informazioni sul personaggio
Eddie è il miglior amico di Raven e Chelsea. È un aspirante rapper e gioca nella squadra di basket della sua scuola. Eddie vive nell'Hill Street, stessa via dove si trova il locale del padre di Raven, con sua madre e suo fratello piccolo.
Prima di fidanzarsi con Raven (nella quarta stagione all'episodio When 6021 Met 4267), Eddie è stato fidanzato con Chantel e Crystal. Inoltre nell'episodio Il Ristorante di Papà Raven ha dei sospetti che Eddie e Chelsea hanno una relazione, ma in realtà non è così.